# Get It Started
«Get It Started» es una canción interpretada por el rapero estadounidense Pitbull, con la colaboración de la cantante colombiana Shakira. Fue escrita por el mismo Pitbull y Urales DJ Buddha Vargas, Marc Kinchen y Sidney Samson, y producida por Samson, Marc Kinchen, Bigram Develop Zayas y DJ Buddha, para el séptimo álbum de estudio de Pitbull Global Warming. «Get It Started» es la tercera canción en la cual se puede apreciar la colaboración de Pitbull con Shakira, primero con la versión remix de «Lo hecho está hecho» del álbum Loba de 2009 y la versión en inglés del sencillo «Rabiosa» del álbum Sale el sol de 2010, ambos álbumes de Shakira. La canción fue compuesta en un género dance pop la cual «combina un ritmo de baile y los versos con un tempo ralentizado impulsado por un sonido de piano y poderosas cuerdas vocales en los coros pop».

## Antecedentes y lanzamiento
Pitbull y Shakira han colaborado varias veces principalmente en canciones como en la versión remezclada de «Lo hecho está hecho» (2009), la versión en inglés de «Rabiosa» y también en la composición lírica y como voz secundaria de las versiones en español e inglés de «Loca» pertenecientes al séptimo álbum de Shakira Sale el sol.
En junio de 2011 Pitbull reveló durante una entrevista con Ryan Seacrest que él había contactado a Shakira y Enrique Iglesias para aparecer en su canción «Give Me Everything». Shakira rechazó su oferta, al igual que Iglesias, aduciendo problemas personales, pero declaró que realizarían una nueva colaboración en el futuro, pero «ahora no es el momento». Pitbull luego envió el verso que había escrito para Shakira a Ne-Yo, quien lo grabó y dijo que «la había sacado del estadio». Pitbull contactó a Shakira una vez más, afirmando que: «Creo que realmente va a ser muy grande, y me gustaría que fueras parte de esto». Ella se negó nuevamente al verso ofrecido, y luego el rapero se lo ofreció a Nayer que luego grabó esa parte de la canción.
En octubre de 2011, RCA Music Group anunció que iba a disolver J Records, junto con Arista Records y Jive Records. Con el cierre, Pitbull —y todos los demás artistas firmados anteriormente a estas tres etiquetas— darán a conocer su material en el futuro de la marca RCA Records. Pitbull reveló en marzo de 2012, que él y Shakira habían grabado una nueva canción juntos. Dijo que la canción era «un seguimiento a lo que debemos de ir con los hombres de negro». Concluyó diciendo que: «Espero que no tenga nada que ver con Shakira». Shakira grabó sus voces para la canción en Barcelona, mientras que Pitbull grabó su parte en República Dominicana. La canción se filtró en Internet el 25 de junio de 2012. Un video con la letra oficial fue publicado en YouTube.
Cabe añadir que la canción tiene certificación de Oro en México, y aunque ambos artistas están acostumbrados a conseguir más récords, Get it Started fue muy buen valorada por la crítica, un claro ejemplofue Billboard, que dijo que la canción tenía un ritmo increíble y que la voz de Shakira era más que maravillosa.

## Formatos y lista de canciones
Descarga digital
1. «Get It Started» (versión original) – 4:05

## Polémica
La canción tuvo gran polémica con el accidente del avión de Malasia en Malaysia Airlines ya que en el minuto 2:25 el cantante Pitbull supuestamente predijo el accidente. En el minuto anunció "pero por ahora está fuera de Malasia, dos pasaportes, tres ciudades, dos países, un día. Ahora esto es mundial, si piensas que es un juego, juguemos, dale."
En la parte que dice "tres ciudades, dos países" , los mismos países donde desde un principio se predijo que se había estrellado el avión primero se dijo que en Vietnam y luego cerca de la isla de Palau Preak. 
Nombra el país de Malasia, país desde donde despegó el avión. Luego habla de dos pasaportes, los mismos pasaportes falsos con los que dos pasajeros subieron a ese avión.

## Video musical

### Información
Este vídeo musical fue lanzado por primera vez en el canal oficial de Youtube de Pitbull (VEVO) el 2 de agosto de 2012 y fue dirigido por David Rosseau. El vídeo fue grabado en varias partes de España tales como Barcelona y Madrid.

### Trama
El vídeo inicia con Pitbull en una sala aparentemente de una mansión viendo en una pantalla una grabación. Luego está desde una terraza tomando una fotografía a una chica (aparentemente su amante) montándose en un auto y luego se sirve un trago de licor en la sala de la mansión. Luego Pitbull seguía desde la sala de la mansión viendo la grabación, también se ve a la aparentemente amante de Pitbull y su esposo (de la amante). Luego sale gente bailando en una fiesta al igual que Pitbull bailando con otro vestuario desde la sala de la mansión. En la siguiente parte del vídeo siguen las escenas de Pitbull desde la sala de la mansión al igual que las de la fiesta.  Luego la amante de Pitbull está sentada en una cama mientras su esposo duerme, en esta escena ella (la amante de Pitbull) deja su anillo de boda en la cama, indicándole a su esposo que lo abandona. Después ella se va con sus maletas a una estación de un tren pero los trabajadores de su esposo la atrapan y la llevan con él (su esposo). Después empiezan a discutir (la amante de Pitbull y su esposo), luego ella escapa con Pitbull en un automóvil, luego entran a la sala de la mansión de Pitbull y empiezan a tener relaciones sexuales, luego ellos (Pitbull y su amante) escapan en un automóvil, en las últimas escenas se ve a Pitbull dando un concierto con fuegos artificiales. En la mayoría del vídeo se pueden apreciar escenas de Shakira muy sexy cantando con un vestido dorado impactante desde una gran terraza o ático de una torre al igual que Pitbull.

## Posicionamiento en listas

### Listas semanales
| Lista (2012)                                   | Mejor posición |
| ---------------------------------------------- | -------------- |
| Alemania (Offizielle Deutsche Charts)          | 31             |
| Austria (Ö3 Austria Top 40)                    | 17             |
| Bélgica (Flandes) (Ultratop 50)                | 28             |
| Bélgica (Valonia) (Ultratop 50)                | 31             |
| Canadá (Canadian Hot 100)                      | 42             |
| Corea del Sur (Gaon Chart)                     | 13             |
| Francia (SNEP)                                 | 57             |
| España (Top 100 Canciones)                     | 14             |
| Estados Unidos (Billboard Hot 100)             | 89             |
| Estados Unidos (Dance Club Songs)              | 7              |
| Estados Unidos (Hot Latin Songs)               | 48             |
| México Airplay Chart (Billboard Internacional) | 20             |
| Suiza (Schweizer Hitparade)                    | 32             |

## Certificaciones
| País      | Organismo Certificador | Certificación | Ventas Certificadas | ref    |
| --------- | ---------------------- | ------------- | ------------------- | ------ |
| Australia | ARIA                   | Oro           | + 35 000            | [ 25 ] |
| Canadá    | CRIA                   | Oro           | + 40 000            | [ 26 ] |
| México    | AMPROFON               | Oro           | + 30 000            | [ 27 ] |

## Créditos y personal
- Armando C. Perez – voz principal, compositor
- Durrell Babbs – compositor
- Kris Stephens – compositor
- Marc Kinchen – compositor, productor
- Sidney Samson – compositor, productor
- Urales "DJ Buddha" Vargas – compositor, productor
- Shakira – voz secundaria, coros, compositora
- Develop – compositor, productor

Fuente:

## Lanzamientos
| Región         | Fecha                | Formato                      | Discografía                            |
| -------------- | -------------------- | ---------------------------- | -------------------------------------- |
| Mundo          | 28 de junio de 2012  | Descarga digital             | Sony Music Entertainment / RCA Records |
| Estados Unidos | 10 de julio de 2012  | Airplay                      | Sony Music Entertainment / RCA Records |
| Estados Unidos | 17 de julio de 2012  | Airplay                      | Sony Music Entertainment / RCA Records |
| Alemania       | 10 de agosto de 2012 | Sencillo en CD               | Sony Music Entertainment / RCA Records |
| Reino Unido    | 27 de agosto de 2012 | Descarga digital (Remezclas) | Sony Music Entertainment / RCA Records |